# Sitochóri
Sitochóri (Sitochori) är en ort i Grekland.   Den ligger i prefekturen Nomós Serrón och regionen Mellersta Makedonien, i den nordöstra delen av landet, 300 km norr om huvudstaden Aten. Sitochóri ligger 88 meter över havet och antalet invånare är 531.
Terrängen runt Sitochóri är platt åt nordost, men åt sydväst är den kuperad.Runt Sitochóri är det glesbefolkat, med 19 invånare per kvadratkilometer. Närmaste större samhälle är Nigríta, 10,3 km väster om Sitochóri. Trakten runt Sitochóri består till största delen av jordbruksmark.